# Niutao

Niutao egy ovális alakú tuvalui sziget. Legnagyobb hossza 2,5 km, átmérője 1 km. Egyike a kilenc körzetnek, ezen belül annak a háromnak az egyike, ami csak egy szigetet tartalmaz. 
Egyetlen települése Tuapa, mely közösségi házzal, templommal, postával rendelkezik. A falutól 800 méterre keletre van a temető és 400 méterre nyugatra a kórház. 
A szigeten két kisebb tó és három forrás található.  Niutao vegetációját szárazságtűrő növényzet és mangrove alkotja.